# Méry-la-Bataille
Méry-la-Bataille is een gemeente in het Franse departement Oise (regio Hauts-de-France) en telt 531 inwoners (1999). De plaats maakt deel uit van het arrondissement Clermont.

## Geografie
De oppervlakte van Méry-la-Bataille bedraagt 11,3 km², de bevolkingsdichtheid is 47,0 inwoners per km².
De onderstaande kaart toont de ligging van Méry-la-Bataille met de belangrijkste infrastructuur en aangrenzende gemeenten.

## Demografie
Onderstaande figuur toont het verloop van het inwonertal (bron: INSEE-tellingen).